# Reinhold Dörrzapf
Reinhold Dörrzapf (* 1943) je německý žurnalista a publicista. Působil na pozici šéfredaktora německého časopisu P.M., jenž se zaměřoval na články o vědě. Současně stál v čele oddělení zaměřeného na reportáže a zprávy ze společenského zákulisí v mnichovského večerníku Abendzeitung (ve zkratce AZ). V mnichovském periodiku je zaměstnán jako stálý žurnalista.
V roce 1995 vydal kniha v originále pojmenovaná Eros, Ehe, Hosenteufel: Eine Kulturgeschichte der Geschlechterbeziehungen (ISBN 9783821804712), jejíž název lze do češtiny přeložit jako Eros, manželství, ďábel v kalhotách: Kulturní dějiny vztahů mezi pohlavími. Posléze vydal další publikaci, a to Die Liebe der Jahrhundertmänner. 15 politisch-erotische Biographien (ISBN 9783548750996), která vyšla v českém překladu Zlaty Kufnerové pod názvem Lásky slavných mužů.